# Karel Nosek
Karel Nosek (3. srpna 1991, Valašské Meziříčí – 6. listopadu 2020, Valašské Meziříčí) byl český malíř, výtvarník a performer.

## Život

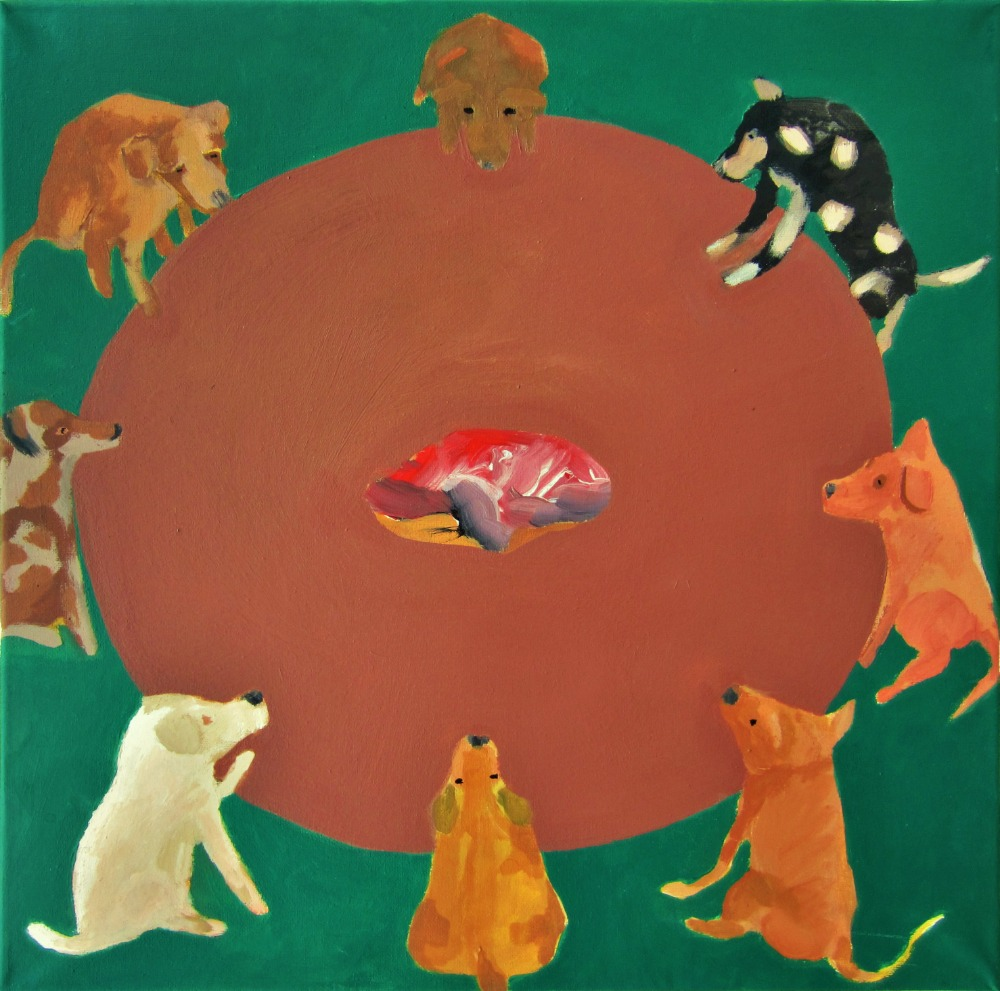
Poslední večeře, 2018

V letech 2014–2019 studoval na Fakultě umění Ostravské univerzity, obor Malba I. pod vedením prof. Daniela Balabána. Své výtvarné práce vystavoval na společných i samostatných výstavách v Ostravě, Valašském Meziříčí, Českém Těšíně, ale také v Řecku. Pro jeho tvorbu byla charakteristická hravost a nadsázka. Inspiraci čerpal mj. z naivního umění a environmentální problematiky. 
Zemřel na srdeční selhání v listopadu roku 2020.